# Mackay Region
Koordinaten: 21° 8′ S, 149° 11′ O

Die Mackay Region ist ein lokales Verwaltungsgebiet (LGA) im australischen Bundesstaat Queensland. Das Gebiet ist 7613 km² groß und hat etwa 115.000 Einwohner.

## Geografie
Die Region liegt in der Mitte der Ostküste des Staats etwa 800 km nördlich der Hauptstadt Brisbane.
Größte Stadt und Verwaltungssitz der LGA ist Mackay mit etwa 76.000 Einwohnern. Zur Region gehören folgende Stadtteile und Ortschaften: Alexandra, Alligator Creek, Andergrove, Armstrong Beach, Bakers Creek, Balberra, Ball Bay, Balnagowan, Beaconsfield, Belmunda, Benholme, Blacks Beach, Bloomsbury, Brightly, Broken River, Bucasia, Calen, Cape Hillsborough, Chelona, Coral Sea, Crediton, Cremorne, Dalrymple Heights, Devereux Creek, Dolphin Heads, Dows Creek, Dumbleton, Dunnrock, East Mackay, Eimeo, Erakala, Eton, Eton North, Eungella, Eungella Dam, Eungella Hinterland, Farleigh, Finch Hatton, Foulden, Freshwater Point, Gargett, Glenella, Grasstree Beach, Greenmount, Habana, Haliday Bay, Hampden, Hay Point, Hazledean, Homebush, Kinchant Dam, Koumala, Kuttabul, Laguna Quays, Mackay, Mackay Harbour, Marian, Mcewens Beach, Mentmore, Mia Mia, Midge Point, Mirani, Mount Charlton, Mount Jukes, Mount Martin, Mount Ossa, Mount Pelion, Mount Pleasant, Munbura, Netherdale, Nindaroo, North Eton, North Mackay, Oakenden, Ooralea, Owens Creek, Paget, Palmyra, Pindi Pindi, Pinevale, Pinnacle, Pleystowe, Racecourse, Rosella, Rural View, Sandiford, Sarina, Sarina Beach, Sarina Range, Seaforth, Septimus, Shoal Point, Slade Point, South Mackay, St Helens Beach, Sunnyside, Te Kowai, The Leap, Victoria Plains, Walkerston, West Mackay und Yalboroo.

## Geschichte
Die heutige Mackay Region entstand 2008 aus der City of Mackay und den beiden Shires Mirani und Sarina.

## Verwaltung
Der Mackay Regional Council hat elf Mitglieder. Der Mayor (Bürgermeister) und zehn weitere Councillor werden von allen Bewohnern der Region gewählt. Die LGA ist nicht in Wahlbezirke unterteilt.